# みやま市立瀬高中学校
みやま市立瀬高中学校（みやましりつ せたかちゅうがっこう）は、福岡県みやま市瀬高町下庄（しものしょう）に位置する公立の中学校。

## 概要
歴史
1947年（昭和22年）の学制改革により、新制中学校として発足。2022年（令和4年）に創立75周年を迎えた。
校訓
「倶学倶進」
学校教育目標
「確かな学力を身に付け、心豊かでたくましい生徒の育成」
校章
校名「瀬高」のイニシャルである「S」の文字と「中」の文字を組み合わせたデザインとなっている。
校歌
作詞は龍英二、作曲は小松久、編曲は梅沢信一による。歌詞は4番まであり、各番に校名の「瀬高中学」が登場する。
通学区域
- みやま市立瀬高小学校
- みやま市立大江小学校
- みやま市立南小学校

## 沿革
- 1947年（昭和22年）4月1日 - 学制改革（六・三制の実施）により、瀬高町内の国民学校高等科および青年学校普通科が統合の上、新制中学校「瀬高町立瀬高中学校」に改組・改称。旧・青年学校校舎を継承。
- 1949年（昭和24年）- 新校舎（第一期・第二期工事 28教室）が完成。
- 1951年（昭和26年）- 運動場を拡張。
- 1953年（昭和28年）- 講堂（公民館）が完成。同窓会が発足。
- 1957年（昭和32年）- 図書館が完成。
- 1961年（昭和36年）- 鉄筋コンクリート造2階建ての本館（8教室）が完成。
- 1963年（昭和38年）- 沖縄県糸満中学校と姉妹校締結。1972年（昭和47年）まで相互に親善訪問を行う。
- 1968年（昭和43年）- 特別教室6教室が完成。
- 1973年（昭和48年）- 本館校舎が完成。
- 1978年（昭和53年）- 体育館が完成。
- 1984年（昭和59年）- 特別教室棟・図書館が完成。
- 1990年（平成2年）- 普通教室6教室・視聴覚室・柔剣道場が完成。
- 1996年（平成8年）- 創立50周年記念式典を挙行。
- 2000年（平成12年）- 校訓を制定。
- 2007年（平成19年）1月29日 - 3町合併により、みやま市が発足したため、「みやま市立瀬高中学校」（現校名）に改称。
- 2009年（平成21年）- 本館の耐震工事を実施。
- 2011年（平成23年）- 体育館の耐震工事を実施。
- 2014年（平成26年）- グラウンドを整備。

## 交通アクセス
最寄りの鉄道駅
- JR九州 鹿児島本線 「瀬高駅」

最寄りのバス停留所
- みやま市コミュニティバス 「市立図書館」停留所

最寄りの幹線道路
- 国道209号 「瀬高中学校前」交差点

## 周辺
- みやま市役所
- みやま市立図書館
- みやま市歴史資料館・與田準一記念館
- みやま市総合市民センターMIYAMAX
- 福岡県筑後農林事務所南筑後普及指導センター
- 瀬高中央公園夢広場
- 福岡県信用組合瀬高支店
- みやま市立瀬高小学校
- 矢部川

## 参考資料
- 「瀬高町誌」（1974年（昭和49年）6月10日発行, 瀬高町）
- 「みやま市史 通史編 下巻」（2020年（令和2年）3月発行, みやま市）- p.676～p.677
- 「みやま市立小中学校再編計画」 (PDF)  - みやま市ウェブサイト